# Travis Wear
Travis James Wear (ur. 21 września 1990 w Long Beach) – amerykański koszykarz, występujący na pozycji silnego skrzydłowego.
W 2009 wystąpił w meczu gwiazd amerykańskich szkół średnich – McDonald’s All-American. Został też zaliczony do IV składu Parade All-American.
2 marca 2018 podpisał 10-dniową umowę z Los Angeles Lakers. Po jej zakończeniu podpisał drugą taką samą umowę. Następnie 23 marca zawarł kontrakt do końca sezonu. 19 października został zwolniony.

## Osiągnięcia
Stan na 2 marca 2018, na podstawie, o ile nie zaznaczono inaczej.
NCAA
- Uczestnik:
  - rozgrywek Sweet 16 turnieju NCAA (2014)
  - turnieju NCAA (2013, 2014)
- Mistrz:
  - turnieju konferencji Pac-12 (2014)
  - sezonu regularnego Pac-12 (2013)

Indywidualne
- Uczestniki meczu gwiazd G-League (2018)
- Zawodnik tygodnia G-League (5.02.2018)

Reprezentacja
- Wicemistrz Ameryki U–18 (2008)[5]
- Uczestnik kwalifikacji do mistrzostw świata (2017)